# 北野タダオ
北野 タダオ（きたの タダオ、本名：北野董郎（きたの ただお）、1934年3月3日 - 2018年10月3日）は、日本のジャズピアニスト。和歌山市出身。

## 略歴
中学校の頃から独学でピアノを学び、17歳のころ、ドラムの猪俣猛と、サックスの津田清とともに、ジーン・クルーパースタイルでトリオを編成、アメリカ軍のキャンプでジャズの演奏会を行った。高卒後、関西学院大学に進学。
大卒後も、関西を本拠地としてジャズピアニストとして活動し、1958年、大阪・キタのナイトクラブ・アローの専属ジャズバンド「北野タダオとアロージャズオーケストラ」を結成。リーダー兼ピアニストとして活動し、その卓越された演奏は関西屈指のビッグバンドとして知られ、ジャズの演奏の編曲は延べにして3000曲を超える。アロージャズオーケストラは、世界の名だたるジャズメンであるアニタ・オデイ、パティ・ペイジ、マレーネ・ディートリッヒなどをはじめとした国内外数多くの演奏家との競演を繰り広げ、中でも美空ひばりが歌った「リンゴ追分」のジャズアレンジは、ひばりとアロージャズオーケストラの競演がきっかけだったとされる。
クラブ・アローは1971年に閉店となるも、アロージャズオーケストラの活動は続き、「AJOミュージックスクール」の開設（1992年）、自主運営のジャズクラブ「ライブスポット・アロー」の開設（2004年）、さらに全国各地での定期演奏会や、CDアルバム発売など、ジャズの後継者育成と普及に尽力した。
またアロージャズオーケストラのほかにもウェストコーストスタイルのジャズを追求する「北野タダオとグレイビー・エイト」というユニットを結成した。
2008年にアロージャズオーケストラの結成50周年をきっかけに自ら現役を引退。後継者としてトロンボーン奏者の宗清洋に託し、北野自らはアロージャズオーケストラの相談役として後進の指導・育成に尽力した。
パーキンソン病にかかり、治療に専念するが、2018年10月3日、肺炎により神戸市の病院で永眠。享年84。